# Trifești, Iași
Trifești là một xã thuộc hạt Iași, România. Dân số thời điểm năm 2002 là 5227 người.